# アーウェル・ヒューズ
アーウェル・ヒューズ（Arwel Hughes OBE、1909年8月25日 - 1988年9月23日）は、ウェールズの作曲家、指揮者。

## 略歴
レクサム近郊に生まれる。王立音楽大学でレイフ・ヴォーン・ウィリアムズらに師事し、卒業後はオックスフォードで教会のオルガニストを務めた。1935年にウェールズに戻り、BBCの音楽部門のスタッフとなった。BBCでは指揮者として、グレース・ウィリアムズやアラン・ホディノットらウェールズの作曲家の作品を数多く初演し、また自作自演も行った。
1965年にBBCウェールズの音楽部長となり、1971年まで在職した。1969年には大英帝国勲章を受章した。さらに1978年から1986年までスランゴスレン国際民族音楽祭の名誉音楽監督を務めた。
また、長年にわたりウェールズ・ナショナル・オペラを指揮し、ウェールズの民話をもとにした『メンナ』とモリエールの喜劇をもとにした『恋する博士』の2つのオペラを作曲した。
それ以外の作品に『弦楽のための幻想曲』、『オーケストラのための組曲』、『オーケストラのための前奏曲』、『アネイショメイロス』などがあり、その他に多くの歌曲や室内楽曲がある。作風はいずれも叙情的でケルトの伝統に根ざしたものである。
指揮者のオウェイン・アーウェル・ヒューズは息子である。